# Alphonse Gilliot
 (mai 2016).
 (mai 2016).
Si vous disposez d'ouvrages ou d'articles de référence ou si vous connaissez des sites web de qualité traitant du thème abordé ici, merci de compléter l'article en donnant les références utiles à sa vérifiabilité et en les liant à la section « Notes et références ».
Pour les articles homonymes, voir Gilliot.
Alphonse Gilliot (20 juin 1849 à Erstein ; † 12 juillet 1927 à Strasbourg) était un homme politique alsacien, maire de Rhinau (Bas-Rhin).

## Biographie
Fils d'Alphonse Gilliot et d'Émilie Forgeot, Alphonse a 22 ans lorsque la France doit signer le traité de Francfort le 10 mai 1871. Une fois Ignace Jehl écarté comme maire par les Allemands, c'est l'adjoint Ignace Hilsz qui fait fonction de maire intérimaire (Bürgermeisterei-Verwalter). Alphonse Gilliot devient maire en février 1876 et le reste jusqu'en novembre 1887. À cette époque ont lieu des élections législatives au Reichstag, mettant aux prises le Dr Edouard Sieffermann (de), médecin à Benfeld (protestataire) et le baron Zorn Von Bulach d'Osthouse. Des affiches sont lacérées à Rhinau, ce qui conduit la commune à une "mise au pas" de Gilliot et à la désignation par les Allemands par mesure de représailles d'un "maire-professionnel" (Berufsbürgermeister) : le maire Kohser, un homme intègre qui gagne rapidement l'estime de la population. De 1887 jusqu'en 1918, Gilliot est membre du "Conseil de district" de Basse-Alsace pour le canton de Benfeld avec le Dr Achille Rack, médecin et maire de Benfeld. De 1895 jusqu'à sa dissolution en 1911, il est également membre de la délégation régionale d'Alsace-Lorraine (Landesausschuss für Elsass-Lothringen), un parlement de notables (d'abord 30 puis 58) qui avait longtemps uniquement voix consultative. Il y représente avec François et Hugo Zorn von Bulach l'arrondissement d'Erstein. De 1911 à 1918, il fait partie de la 2e chambre du Landtag d'Alsace-Lorraine pour les cantons d'Erstein et de Benfeld.
Mis à part sa carrière politique, Gilliot se marie avec A. Marie Ruhlmann de Nothalten et devient ingénieur de l'École des arts et métiers. Il dirige pendant de longues années les Tuileries de Rhinau. Au début des années 1920, il habite Strasbourg avec sa fille Félicie. Il y meurt le 12 juillet 1927. Sur sa pierre tombale au Cimetière Saint-Urbain de Strasbourg, on peut voir une palme en fer forgé de l'École des arts et métiers.